# آماده برای پیروزی
«آماده برای پیروزی» (به انگلیسی: Ready For The Victory) تک‌آهنگی از مدرن تاکینگ است که در سال ۲۰۰۲ میلادی منتشر شد. این تک‌آهنگ در آلبوم پیروزی (آلبوم مدرن تاکینگ) قرار داشت.
این تک‌آهنگ در چارت‌های آلمان جزو ده ترانه اول قرار گرفت.